# Kantar Group
Die Kantar Group ist eine Gruppe von Marktforschungsunternehmen unter dem Dach des US-Finanzinvestors Bain Capital. Die in London ansässige Firma hat 28.000 Mitarbeiter, die zusammen das zweitgrößte Marktforschungsunternehmen der Welt formen, welches in 95 Ländern weltweit vertreten ist.

## Geschichte
Kantar wurde 1993 von der WPP Group als Sammelgesellschaft für ihre Marktforschungsfirmen gegründet. Der Name wurde in Anlehnung an das ehemalige Gewichtsmaß Kantar im Mittelmeerraum gewählt. Im April 2019 wurden alle WPP-Marktforschungsgesellschaften, unter anderem Kantar TNS, in die Dachfirma Kantar eingegliedert. Im Juli 2019 veräußerte WPP 60 % der Anteile an Kantar an Bain Capital.
2020 verkaufte Bain Capital die Kantar-Geschäftsbereiche Gesundheit und Personalanalysen. Im selben Jahr baute Bain bei Kantar großflächig Arbeitsplätze ab; in Deutschland wurden unter anderem die Standorte Hamburg und Bielefeld geschlossen.
Am 11. Mai 2022 wurde bekannt, dass die Kantar Group ihre Sparte für Sozial- und Meinungsforschung Kantar Public an die Beteiligungsgesellschaft Trilantic Capital Partners Europe verkauft. Zu Kantar Public gehört auch die Infratest dimap GmbH, in Deutschland bekannt für die Wahlforschung im Auftrag der ARD.
Am 9. November 2023 wurde bekannt, dass Kantar Public ab sofort in Verian umbenannt wird.
In Deutschland ist Kantar in München (Hauptsitz), Berlin, Frankfurt am Main, Nürnberg und Saarlouis vertreten.